# نیئرو تاداموتو
نیئرو تاداموتو (به ژاپنی: (新納 忠元 Niiro Tadamoto); تولد اول فوریه ۱۵۲۶ – ۱۶ ژانویهٔ ۱۶۱۱) فرد نظامی اهل ژاپن بود.